# Hočevje
Hočevje – wieś w Słowenii, w gminie Dobrepolje. W 2018 roku liczyła 151 mieszkańców.